# De danske hjertevarmere
 Der er for få eller ingen kildehenvisninger i denne artikel, hvilket er et problem. Du kan hjælpe ved at angive troværdige kilder til de påstande, som fremføres i artiklen.

De danske hjertevarmere er titlen på en ep der blev udgivet af Burnin Red Ivanhoe i november 1969 og var deres anden udgivelse efter dobbeltalbummet M 144 fra samme år. Musikalsk er denne plade inden for den danske visetradition med humoristiske tekster. Det skal tilføjes at denne udgivelse har bonustitlen: Koksi-Lady.

## Indhold
Side 1
1. "Showintroduction" (1:12)
2. "Mitte" (2:32)
3. "Fødelandssoldatersang" (2:27)

Side 2
1. "Brilleslangen" (2:09)
2. "Omegnens Poesi" (2:37)
3. "Showafslutning" (1:25)

Numrene var med som bonussange da lpen Burnin Red Ivanhoe udkom på cd. Sang nr. 3 og 5 er også udgivet på cd udgaven af M 144.